# Roccaforzata
Roccaforzata ist eine südostitalienische Gemeinde mit 1758 Einwohnern (Stand 31. Dezember 2023) in der Provinz Tarent in Apulien. Die Gemeinde liegt etwa 13,5 Kilometer ostsüdöstlich von Tarent am Rande der Murgia. Roccaforzata ist Teil der Unione dei Comuni di Montedoro.

## Geschichte
1507 erhielt der Stratiotenkapitän Lazzaro Mattes (oder Lazaro Mathes) für seine Verdienste an die Krone von Ferdinand III., König von Neapel, die „Casali“ Roccaforzata, San Martino und Belvedere (erloschen) mit dem Privileg, sie von seinen albanischen Landsleuten besiedeln zu lassen.
1519 wurde die Konzession von Johanna III., Königin von Neapel (1516–1555) bestätigt. Nach dem Tod von Lazzaro Mattes folgte ihm sein Sohn Giovannangelo, der Porphida Muzaka (auch: Porfida Musciacchio), wahrscheinlich die Tochter von Gjin Muzaka heiratete. Der verschuldete Giovannangelo wurde von Giulio Cesare Brancaccio (1515–1586), seinem Gläubiger, per Dekret der königlichen Kammer gezwungen, die beiden Casali zu verkaufen, die von Gabriele Scorna gekauft wurden. Ihm folgte 1559 sein Sohn Scipione, dem außer San Martino und Roccaforzata die Casali San Chirico und Cosentino in Basilikata gehörten, die von Albanern bewohnt waren. Als Scipione sich nach San Chirico zurückzog, verkaufte er San Martino und Roccaforzata an Geronimo Forza. Nach dem Tod Geronimos folgte ihm sein Sohn Callisto und dann Ferrante.
Nach Erbschaftsstreitigkeiten gingen die beiden Casali am 20. November 1612 an den Kapitän Nicolò Renes. Nach seinem Tod 1617 folgte ihm sein Neffe Busicchio Renesi aus Zadar in Norddalmatien, der 1656 seiner Tochter Giustina für ihre Hochzeit mit Doktor Carlo Marino von Tarent die beiden Casali als Mitgift überließ.
In der zweiten Hälfte des 17. Jahrhunderts gehörten die Casali der adeligen Familie Ungaro, die 1698 an Domenico Chiurlia, Marchese von Lizzano verkauft wurden. Die Casali blieben im Besitz der Familie bis 1804 als das Feudalszstem als ausgestorben erklärt wurde.

## Persönlichkeiten
- Giorgio Basta (1550–1607), General des Habsburgerreiches
- Giovanni Paisiello (1740–1816), Komponist

## Verkehr
Durch die Gemeinde führt die Strada Statale 7ter Salentina.